# Parcul tematic „Ion Creangă”
Lângă Casa memorială „Ion Creangă” din Humulești se găsește Parcul tematic „Ion Creangă”, un loc în care vizitatorii se pot întâlni cu personaje îndrăgite din poveștile pentru copii scrise de Ion Creangă: mătușa Mărioara, Smărăndița, Moș Chiorpec, capra cu trei iezi, ursul păcălit de vulpe, etc. Acesta este primul parc tematic despre opera unui scriitor construit în România.
Patroana parcului este humuleșteanca Gârneț Niculina care a cumpărat terenul de la un stră-strănepot de-al lui Creangă, de la Botoșani. Pe vechea grădină de zarzavat a avut inspirația să amenajeze un parc tematic cu personaje din poveștile, povestirile și amintirile din copilărie ale scriitorului. Femeia spune că a investit aproape 200 de milioane de lei vechi (20.000 de lei noi) în amenajarea parcului. Lucrările și procurarea exponatelor au durat patru luni, ocupându-i aproape tot timpul patroanei. Înființată în 2004, această atracție turistică atrage prin farmecul aparte dat de figurinele din ghips, realizate de un meșter brașovean, și de animalele împăiate de profesorul Petru Arhire din Târgu Neamț.
Se pare că vecinii de la Casa memorială „Ion Creangă” nu privesc parcul ca pe o concurență: „La început au avut mici rezerve, dar când au văzut ce a ieșit, și-au schimbat părerea”, a afirmat doamna Gârneț.